# Baikuntha Manandhar
Baikuntha Manandhar (nep. बैकुण्ठ मानन्धर; ur. 24 grudnia 1952 w Katmandu) – nepalski lekkoatleta (maratończyk), czterokrotny olimpijczyk.
Uczestnik Letnich Igrzysk Olimpijskich 1976, 1980, 1984 i 1988. W swoim debiutanckim występie zajął 50. miejsce (z czasem 2:30:07), bieg ukończyło 60 biegaczy. W Moskwie, z racji nieobecności wielu zawodników z państw bloku zachodniego, osiągnął najwyższą w swojej karierze 37. lokatę, wyprzedzając 16 maratończyków (z wynikiem 2:23:51). W Los Angeles pobiegł o minutę szybciej i przybiegł jako 46. zawodnik, jednak wyprzedził 32 sklasyfikowanych zawodników. Na ostatnich igrzyskach w Seulu uzyskał 54. wynik (2:25:57), czyli najniższe z miejsc, jakie osiągnął na olimpijskich arenach, jednak do mety dobiegło 98 zawodników.
Uczestniczył w pierwszych lekkoatletycznych mistrzostwach świata w Helsinkach w 1983 roku. Zajął 43. miejsce wśród 63 zawodników, którzy ukończyli zawody (2:21:43). Brał też udział w Mistrzostwach Świata w Biegach Przełajowych 1988, jednak w indywidualnym biegu (na 12 km) osiągnął odległą 178. pozycję (z czasem 41:27).
Wielokrotny medalista Igrzysk Azji Południowej. Trzykrotnie zdobył złote medale, miało to miejsce w 1984 roku w Katmandu (2:27:11), w 1985 roku w Dhace (2:22:07), oraz w 1987 roku w Kolkacie (2:15:03 – jest to jego rekord życiowy). Podczas dwóch pierwszych igrzysk Manandhar był jedynym nepalskim złotym medalistą. Na igrzyskach w 1989 roku w Islamabadzie został brązowym medalistą.
Wielokrotny mistrz kraju na różnych dystansach.
Służył w nepalskiej armii. Dyrektor maratonu organizowanego w Lumbini, laureat wielu sportowych nagród, w tym Prithivi Award 2072.
Rekord życiowy w biegu maratońskim – 2:15:03 (1987). Jest to aktualny (2017) rekord Nepalu, wynik ten jest też rekordem Igrzysk Azji Południowej (stan na 2016 rok).